# Katwijk

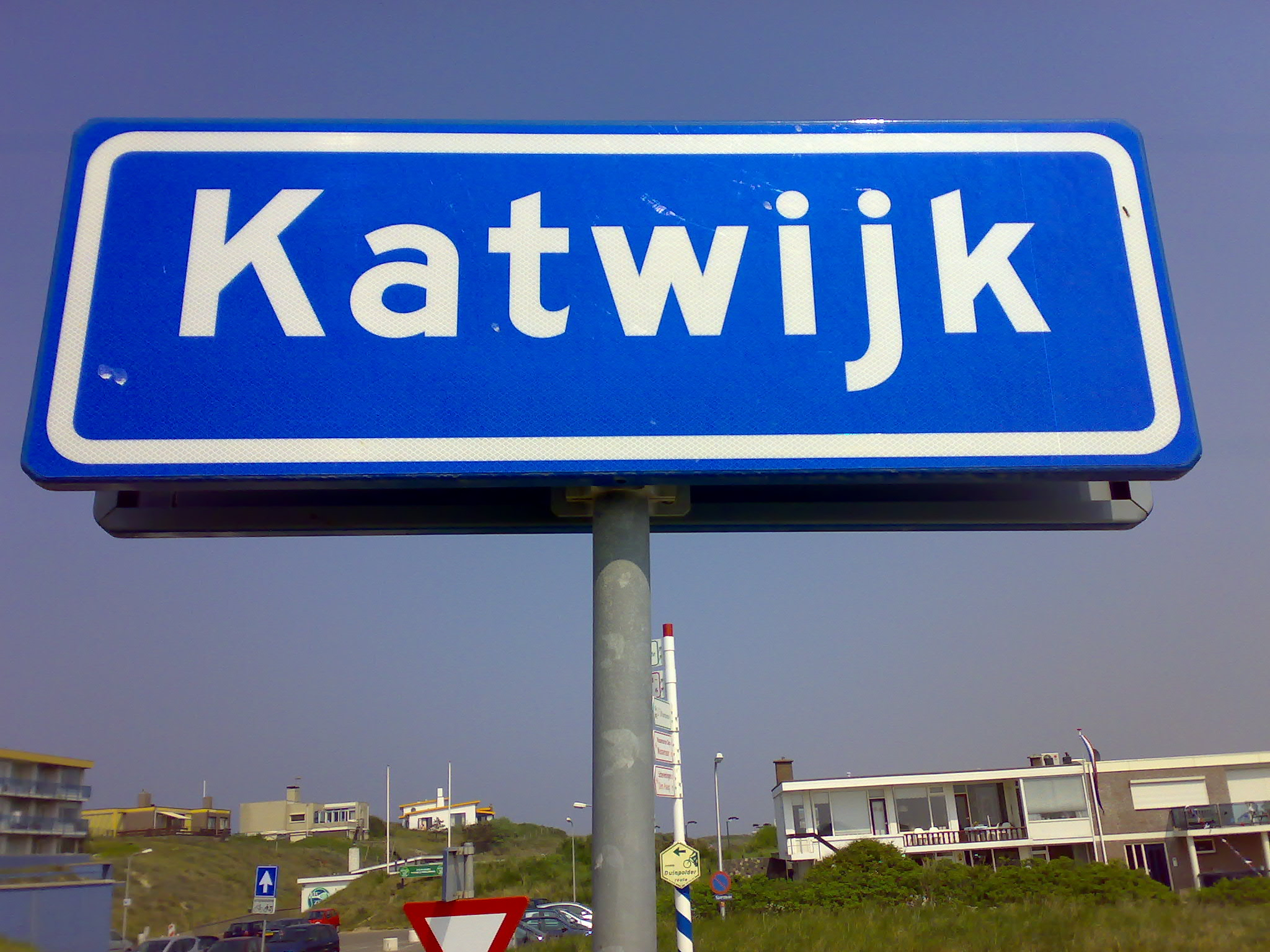

Katwijk (dân số: 61.292 người) là một đô thị và thị xã duyên hải trong tỉnh Zuid-Holland ở phía tây Hà Lan.
Katwijk nằm ở phía bắc Biển Bắc, về phía tây bắc của Leiden và 16 km về phía bắc của The Hague. Đô thị này nằm dọc theo sông Oude Rijn, sông chảy vào Biển Bắc ở Katwijk aan Zee. Đô thị này giáp các đô thị Noordwijk, Teylingen, Oegstgeest, Leiden, và Wassenaar. Katwijk hiện là thị xã lớn nhất ở Duin- en Bollenstreek. Đô thị này có diện tích 31,06 km² (11,99 mile²), trong đó 6,41 km² (2,47 mile²) là diện tích mặt nước.
Thị xã bao gồm các khu vực dân cư sau:
- Katwijk aan den Rijn (5.916)
- Katwijk aan Zee (22.405)
- Hoornes-Rijnsoever (13.845)
- Rijnsburg (15.450)
- Valkenburg (3.904)

## Nhân vật địa phương nổi tiếng
- Dirk Kuyt, cầu thủ bóng đá, hiện chơi cho Liverpool F.C.
- Esther Ouwehand, nhà chính trị
- Elianne Smit, người mẫu thời trang
- Charley Toorop (1891-1955), họa sĩ